# Preaek Luong (Khsach Kandal)
Preaek Luong es una comuna (khum) del distrito de Khsach Kandal, en la provincia de Kandal, Camboya. En marzo de 2008 tenía una población estimada de 4922 habitantes.
Se encuentra ubicada al sur del país, en la llanura central camboyana, a escasa distancia del río Mekong, de Nom Pen —la capital del país— y de la frontera con Vietnam.